# Rebuff-Gletscher
Der Rebuff-Gletscher (von englisch rebuff ‚Zurückweisung‘) ist ein Gletscher im ostantarktischen Viktorialand. In der Deep Freeze Range fließt er zum Campbell-Gletscher, den er 6 km südöstlich des Mount Mankinen erreicht.
Die Nordgruppe der New Zealand Geological Survey Antarctic Expedition (1962–1963) benannte ihn nach dem Umstand, dass ihr der Zugang zum Gletscher verwehrt blieb.